# Долголядье
Долголя́дье   — деревня  в  Смоленской области России,  в Глинковском районе. Население – 15 жителей (2007 год)  .  Расположена в центральной части области  в 5 км к северу от села Глинка,  в 18 км западнее  автодороги Р137 Сафоново — Рославль, на берегу реки Устром.   В  9 км южнее деревни железнодорожная станция Глинка на линии Смоленск  - Сухиничи. Входит в состав Глинковского сельского поселения.

## История
В годы Великой Отечественной войны деревня была оккупирована гитлеровскими войсками в июле 1941 года, освобождена в ходе Ельнинско-Дорогобужской операции в 1943 году. В августе 1941 года в районе деревни проходили ожесточённые бои между 129-й стрелковой дивизией 20-й армии советской армии и 263-й пехотной дивизией немецкой армии .